# Imma pelurga
Imma pelurga är en fjärilsart som beskrevs av Edward Meyrick 1921. Imma pelurga ingår i släktet Imma och familjen Immidae. Inga underarter finns listade i Catalogue of Life.